# Mura di Saturnia
Le mura di Saturnia costituiscono il sistema difensivo dell'omonima località del comune di Manciano.

## Storia
Una prima cinta muraria fu costruita a Saturnia dai Romani nel corso del II secolo a.C., su preesistenti strutture difensive etrusche, per proteggere l'insediamento che era sorto lungo il corso dell'antica Via Clodia. Lungo le mura romane Vi si aprivano quattro distinti punti di accesso, posti perpendicolarmente secondo il tradizionale orientamento degli assi viari dell'epoca, coincidenti col cardo e decumano.
In epoca medievale, gli Aldobrandeschi ristrutturarono ed ampliarono la primitiva cerchia, quasi certamente agli inizi del Duecento, contemporaneamente alla costruzione della Rocca di Saturnia.
A seguito di gravi danni subiti, le mura furono ricostruite e riqualificate dai Senesi verso la metà del Quattrocento.
Nei secoli successivi, vi sono state anche altre modifiche, che hanno determinato la scomparsa di tre delle quattro antiche porte.

## Descrizione
Le mura di Saturnia racchiudono in larga parte il borgo e presentano elementi stilistici che riconducono inequivocabilmente alle varie fasi storiche. L'unica porta rimasta è Porta Romana, a sud, che presenta rivestimento in pietra ed apertura ad arco a tutto sesto (doppio nella parte interna), proprio nel punto di passaggio della Via Clodia.
Le cortine murarie, pur essendo ovunque rivestite in pietra, presentano tratti di epoca romana (ben visibili nei pressi di Porta Romana), frammisti ad elementi del periodo medievale e rinascimentale che risultano prevalenti negli altri tratti.
L'angolo nord-occidentale delle mura include la Rocca aldobrandesca.